# Планета — глазное яблоко
Планета — глазное яблоко — гипотетический тип приливно синхронизованной планеты, которая из-за этого может выглядеть как глазное яблоко. Описанная ситуация складывается, когда планета обращается достаточно близко к светилу и его гравитация создаёт синхронизацию. Таким образом, наиболее вероятные системы для возникновения планет данного типа должны образовываться вокруг красных карликов — небольших и достаточно холодных звёзд, зона обитаемости которых ближе к светилу, чем орбита Меркурия.
В основном это относится к планетам земной группы, на которых может быть вода, и на которых из-за синхронизации наблюдаются значительные перепады температуры от постоянно освещённой стороны к тёмной. Таким образом, планета может быть, например, ледяной, но иметь область, в которой вода находится в жидком состоянии, из-за чего появляется сходство с глазным яблоком.
Возможно также деление этих планет на «холодные» и «горячие», в зависимости от того, на какой стороне присутствует вода в жидком состоянии. На освещённой стороне «горячей» планеты температура так высока, что воды в жидком состоянии там не будет, но она будет на тёмной, и наоборот, у «холодной» планеты тёмная сторона будет слишком холодной.
Хотя такие планеты пока не открыты, они могут быть распространены, а из-за широкого диапазона температур на них в некоторых областях может быть жизнь. В то же время, как указано выше, предполагается, что планеты такого типа существуют в первую очередь в системах красных карликов. Активность красного карлика меняется взрывообразно на протяжении короткого времени, за которое интенсивность ультрафиолетового излучения возрастает в сотни и тысячи раз. В результате этого поверхность близлежащих планет должна стерилизоваться, а в самых тяжёлых случаях они могут даже потерять атмосферу. Согласно астробиологу Дугласу Галанти, маловероятно, что на планетах данного типа хватит времени для возникновения и развития жизни.

### Кандидаты в планеты этого класса
- Планетой такого типа может быть KOI-2626.01[4].
- В системе TRAPPIST-1 таких планет может быть несколько.
- LHS 3844 b[англ.] — первая экзопланета, для которой подтверждено синхронное вращение[5].